# Битва за Днепр (диорама)
Диорама «Битва за Днепр» — диорама в Днепре, открытая в 1975 году к 30-летию Победы народа в Великой Отечественной войне 1941—1945 годов. Полное название: диорама «Битва за Днепр в районе сел Войсковое-Вовниги в 1943 г.». Самая большая диорама на Украине, вторая по площади в Европе (после белгородской диорамы «Курская битва») и одна из крупнейших в мире. Является центром большого мемориального комплекса, посвященного героям и событиям Великой Отечественной войны. Расположена по адресу: проспект Д. Яворницкого, 16.
Это произведение создано мастерами батальной живописи Студии военных художников имени М. Б. Грекова, заслуженными художниками РСФСР Н. Я. Бутом и Н. В. Овечкиным. Цельнотканое полотно, вытканное на Пензенской ткацкой фабрике «Красный Октябрь», площадью 840 м² (14×60 м) размещено в специальном здании, построенном по проекту архитектора В. А. Зуева. Общая площадь здания 1340 м². Площадь зала диорамы — 900 м².
Широкий радиус обзора (до 230°, обычно угол обзора диорам от 150° до 180°), глубокий предметный план, состоящий из объемных макетов оборонительных сооружений, подлинных предметов — оружия, переправочных средств и других военных атрибутов, специальное освещение и звуковое оформление диорамного зала создают у зрителей эффект непосредственного присутствия на месте событий.
Для воссоздания общей картины и отдельных эпизодов героического сражения были изучены документы участников форсирования Днепра, их воспоминания, письма, приказы и сводки времен Великой Отечественной войны.
На открытой площадке возле здания диорамы расположена постоянная экспозиция советской военной техники времен войны. Здесь выставлены танки Т-70 и Т-34-85, 37-мм и 85-мм зенитные пушки, 122-мм гаубица М-30, 57-мм пушка ЗИС-2, 100-мм пушка БС-3, установка реактивной артиллерии БМ-13 послевоенного образца на шасси ЗИЛ-157. Здесь же находится французская гаубица «Шнейдер» времен Первой мировой войны. Ранее рядом с площадкой был выставлен также истребитель МиГ-17, потом его место заняла пусковая установка ЗРК С-125.
Научный консультант диорамы — В. С. Прокудо. Военный консультант диорамы — генерал-майор в отставке И. Ф. Литвиненко.
В настоящее время Диорама работает также как выставочный центр.